# Número primo palíndromo
Um número primo palíndromo é um número primo que é palíndromo, ou seja, é o mesmo se lido da direita para a esquerda ou da esquerda para direita.
Os menores números palíndromo na base 10 são: 2, 3, 5, 7, 11, 101, 131, 151, 181, 191, 313, 353, 373, 383, 727, 757, 787, 797, 919, 929, 10301, 10501, 10601, 11311, 11411, 12421, 12721, 12821, 13331, 13831, 13931, 14341, 14741, 15451, 15551, 16061, 16361, 16561, 16661, 17471, 17971, 18181, 18481, 19391, 19891, 19991, ... (sequência A002385 na OEIS).
O maior número primo palíndromo conhecido é 101888529 - 10944264 - 1, com 1.888.529 dígitos, descoberto em 2021.